# Keizer (rapper)
Keizer, artiestennaam van Rozelsky Steve Lie-A-Jen (Paramaribo, 6 juni 1987), is een Nederlands rapper afkomstig uit Suriname. Zijn bekendste nummers zijn Mama Sorry, Keizer Koning Admiraal en Wat nog meer. Hij stond van 2009 tot 2020 onder contract bij SPEC Entertainment.

## Biografie
Keizer werd geboren in de Surinaamse hoofdstad Paramaribo. Als kind van twee jaar oud verhuisde hij van Suriname naar Nederland. Hij heeft 5 kinderen  twee dochtertjes en drie zoontjes.

### Carrière
Keizer luisterde op 15-jarige leeftijd veel naar 2Pac en The Notorious B.I.G. Hij begon nummers als “Hit Em Up” uit het hoofd te leren en die voor vrienden te rappen. Daarna begon hij zelf teksten te schrijven. In 2004 startte Keizer samen met zijn vrienden BombeBoy, LLoydStar en zijn neef Roots de rapgroep Blackside. Ze brachten clips uit van de nummers ‘Je Voelt ‘t’ en ‘The Anthem’. Deze groep is officieel nooit uit elkaar gegaan. Keizer deed ook mee aan ‘rap battles’: in 2005 en 2006 won Keizer het Summerjam MC-battle-toernooi in Leiden.

### Blacklabel Music en Deepsound Music
In 2008 besloot Keizer zich te richten op zijn solocarrière. Spoedig wist hij een contract te krijgen bij het platenlabel Blacklabel Music van collega-rapper Nino, dat hij ondertekende terwijl hij in detentie verbleef. Een half jaar later besloten beide partijen in goed overleg uit elkaar te gaan, omdat Blacklabel Music, dat in die tijd nog een jong platenlabel was, zich niet helemaal op Keizers carrière kon richten.
Begin 2009, direct na het vertrek bij Blacklabel Music, tekende Keizer een contract bij Deepsound Music. Daar bracht hij zijn eerste mixtape, Straategisch, uit. De nummers ‘Mama Sorry’, ‘Wie is de baas’ en ‘Nice’ werden grote hits op YouTube. Ook Keizers verblijf bij Deepsound Music was echter niet van lange duur. Door een conflict besloten beide partijen niet langer samen te werken. Na zijn vertrek tekende hij een contract bij Nindo, waar collega-rapper Negativ mede-eigenaar van is.

### Nindo
Eind 2009 tekende Keizer een contract bij Nindo. Sindsdien was hij bezig met zijn "webtape" getiteld De Oorzaak deel II en zijn album Karma. De webtape is een verzameling van Keizers muziek en werd als gratis download in losse nummers uitgebracht. Van drie nummers op de webtape, Keizer, Koning, Admiraal, Hoe ze Loopt en #NietHaten, zijn videoclips uitgebracht.
In 2011 behoorde hij met Ali B en Yes-R tot de drie populairste Nederlandse rappers op Twitter en Hyves, terwijl hij de enige van de drie is zonder grote media-aandacht. In 2010 ontving hij een prijs: State Award voor de beste 101Barz-sessie en in 2011 bij de TMF Awards de Pure Award voor beste Nederlandse hiphopartiest.
Voor het programma Ali B op volle toeren ging Ali B in 2018 met Keizer op bezoek bij Lenny Kuhr. In die aflevering maakte Kuhr haar eigen versie van Keizers nummer Mama Sorry en Keizer en Ali B zongen hun versie van Kuhrs lied De troubadour. Deze nieuwe versie van De troubadour kwam binnen op nummer 93 in de Single Top 100 en heeft daarna 2 weken op nummer 50 gestaan.

### Album
Keizer werkte al enige tijd aan een album dat naar verwachting in 2014 uit zou komen. De rapper werkte hiervoor samen met onder anderen Lange Frans en Kraantje Pappie. Het album werd in Duitsland opgenomen. Tracks die al af waren, maar gedateerd klonken, werden opnieuw opgenomen. In de loop van het jaar 2014 werd een releasedatum voor het album bekendgemaakt. Keizers eerste album 'Karma' zou worden uitgebracht op 17 september via ITunes. Ook zouden er 150 cd's verkocht worden gedurende zijn karmaclubtour. Dit waren de enige gedrukte versies van het album. In 2017 deed Keizer mee met het 2e seizoen van It Takes 2. Keizer zat in het team van Trijntje Oosterhuis. Hij werd geëlimineerd in de tweede aflevering en behaalde daarmee de achtste plaats.

## Discografie

### Mixtape: Straategisch
- Keizer - Salute
- Keizer - Billy The Kid
- Keizer - Lastig
- Keizer - Nice
- Keizer - Kapsones
- Keizer - Wie Is De Baas
- Keizer - Ze Kennen Me Niet
- Keizer - Hoe Ze Doet feat. Gio
- Keizer - Mama Sorry (akoestisch)
- Keizer - Straategisch

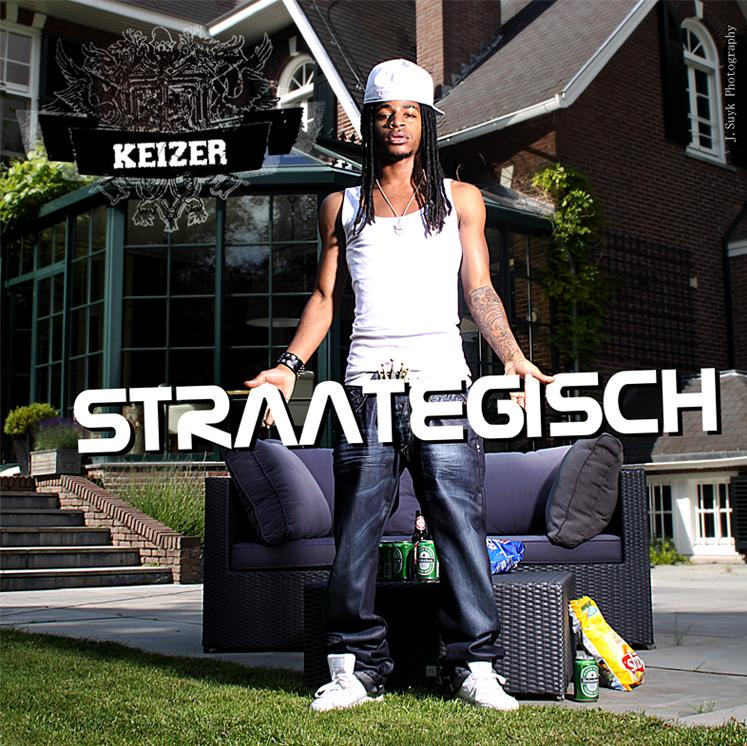
Straategisch

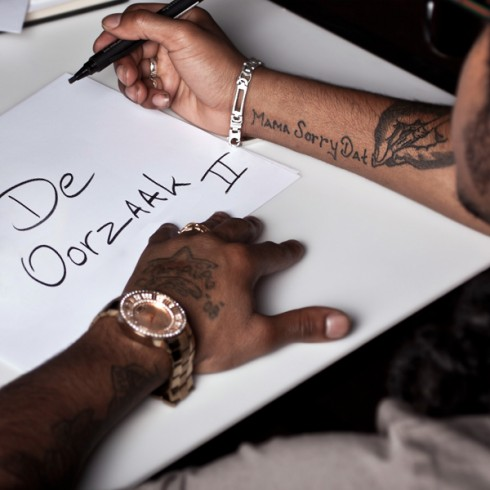
De Oorzaak deel II

- Keizer - Laat maar zitten feat. Leo (Nouveau Riche) & Negativ (bonus)

### Webtape: De Oorzaak deel II
- Keizer - Keizer, Koning, Admiraal
- Keizer met Negativ - Dieper dan je man
- Keizer met Spanker - Niets op mij
- Keizer met Gio - Hoe ze loopt
- Keizer met Mr. Polska & Jebroer - Wie ben jij
- Keizer - Karma is een bitch
- Keizer met Broertje - Money Cash Fame
- Keizer - Nooit Vergeten
- Keizer met Ibra - Ik heb je
- Keizer - Baas Baby
- Keizer - Niet Haten (#NietHaten)

### Album: Karma
- Keizer - Karma (Intro)
- Keizer - Down Zijn ft. Darryl & RBDjan
- Keizer - Wat Ga Ik Doen
- Keizer - Ik Zie Je Niet Meer ft. Cho
- Keizer - Racks
- Keizer - Elke Dag
- Keizer - Liever Alleen
- Keizer - Ben Niet Met Die ft. Kraantje Pappie
- Keizer - Geen Matties
- Keizer - Rust Zacht
- Keizer - Spijt ft. Lil' Kleine
- Keizer - Het Lot
- Keizer - Vuurtje
- Keizer - Papa Houdt Van Jou ft. Gio
- Keizer - Pesos ft. Bokoesam
- Keizer - Werk Hard ft. Sarah Jane
- Keizer - Wat Ga Ik Doen ft. Nino

## Singles
| Single met eventuele hitnotering(en) in de Nederlandse Top 40 | Datum van verschijnen | Datum van binnenkomst | Hoogste positie | Aantal weken | Opmerkingen                                                              |
| ------------------------------------------------------------- | --------------------- | --------------------- | --------------- | ------------ | ------------------------------------------------------------------------ |
| Troubadour 2011                                               | 2011                  | -                     | -               | -            | met Ali B / nr. 50 in de Single Top 100                                  |
| Omlaag                                                        | 28-10-2015            | -                     | -               | -            | met Gio en Freddy Moreira / Nr. 67 in de Single Top 100                  |
| Plus min                                                      | 19-11-2016            | -                     | -               | -            | met Jonna Fraser, Kempi en I Am Aisha / Nr. 66 in de Single Top 100      |
| Zonde                                                         | 2017                  | 04-02-2017            | tip17           | -            | met Brace en Kevcody / Nr. 64 in de Single Top 100                       |
| Wat nog meer?                                                 | 2017                  | 14-10-2017            | tip6            | -            | met Supergaande / Nr. 39 in de Single Top 100                            |
| Interessant                                                   | 2018                  | -                     | -               | -            | met Dopebwoy / Nr. 89 in de Single Top 100                               |
| Kuifje                                                        | 2018                  | -                     | -               | -            | met Esko, Jonna Fraser, Adje en Woenzelaar / Nr. 45 in de Single Top 100 |

## Wedstrijden, prijzen en nominaties
| Jaar | Prijs                               | Categorie      | Opmerkingen |
| ---- | ----------------------------------- | -------------- | ----------- |
| 2005 | Summerjam MC Battle Toernooi Leiden | -              | 1e plaats   |
| 2006 | Summerjam MC Battle Toernooi Leiden | -              | 1e plaats   |
| 2010 | State Award                         | 101 Barz Award |             |
| 2011 | TMF Awards                          | Pure Award     | [ 2 ]       |

## Trivia
- In 2012 deed Keizer mee aan Fort Boyard.
- In 2013 deed Keizer mee aan Sterren Springen Schans (De vliegende Hollander). Hij bereikte de finale, waar hij uiteindelijk boven Geert Hoes en onder Chimène van Oosterhout en Koert-Jan de Bruijn eindigde.[9]
- In 2019 deed Keizer mee aan Dancing with the Stars waar hij met Kaat Nitsios vlak voor de finale op 19 oktober werd weggestemd.[10]
- In september 2023 was Keizer samen met zijn moeder te zien in het RTL 4-programma DNA Singers.[11]
- In 2024 deed Keizer samen met Envy Peru mee aan het televisieprogramma That's My Jam.
- In maart 2024 speelde Keizer de rol van Judas in The Passion.
- In 2025 deed Keizer mee aan de programma’s Shaolin Heroes en Stars on Stage.